# Toba volcánica

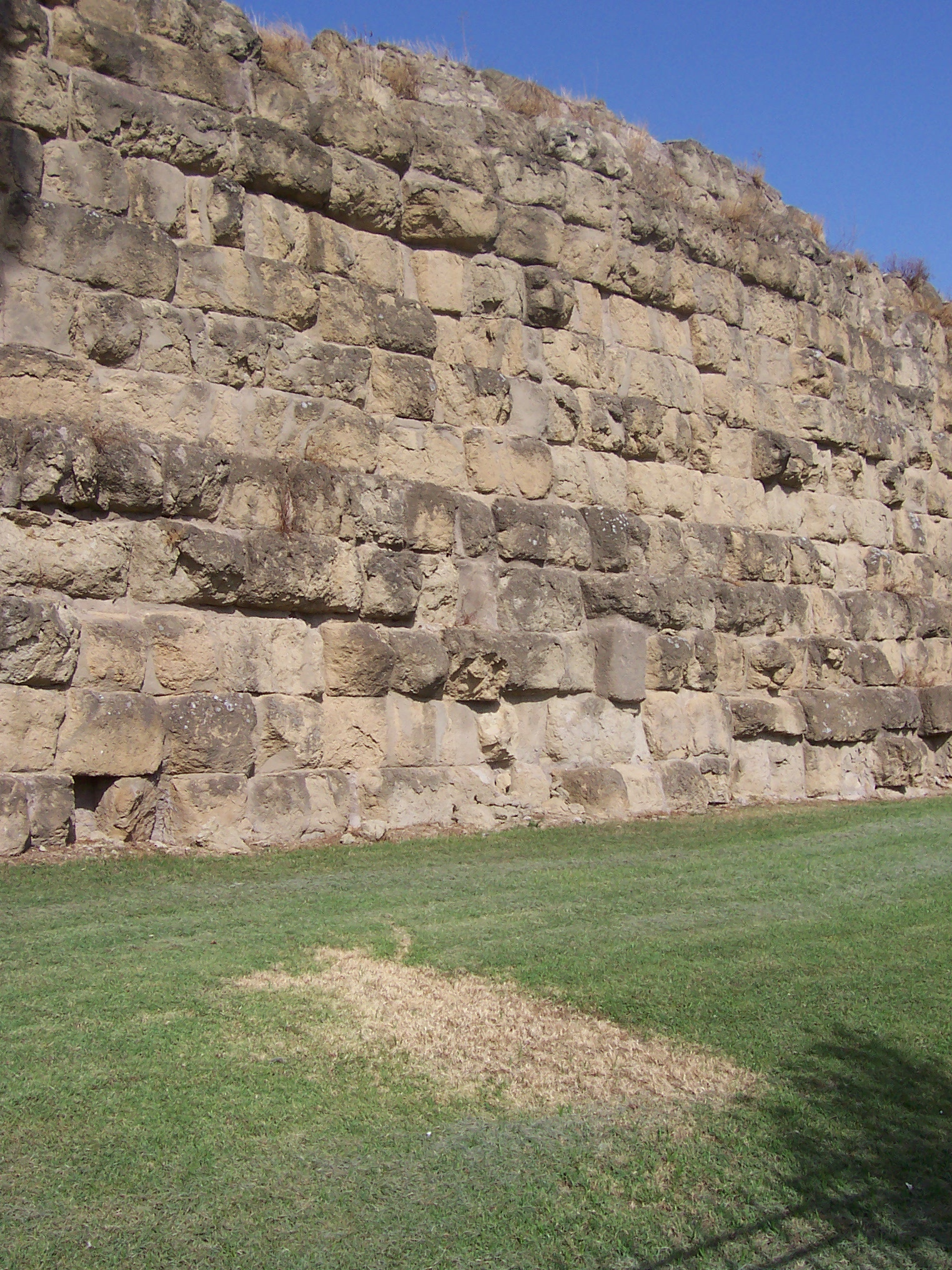
Restos de las murallas servianas en Roma, construida con ladrillos de toba volcánica

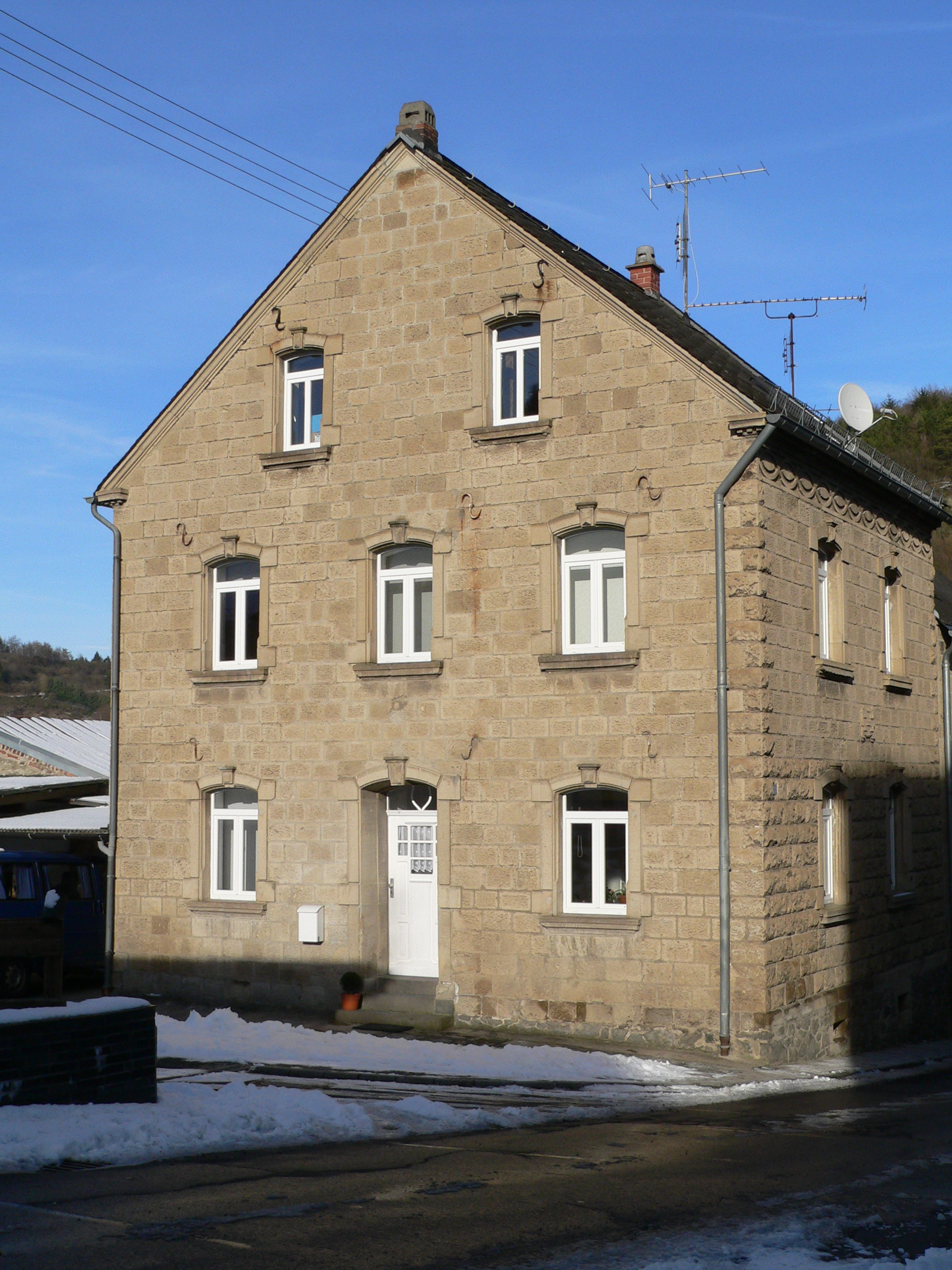
Casa de toba volcánica de principios del, Región del Eifel, Alemania

La toba volcánica, tufo volcánico o cantera (en México) es un tipo de roca ígnea volcánica, ligera, de consistencia porosa, formada por la acumulación de cenizas u otros elementos volcánicos muy pequeños expelidos por los respiraderos durante una erupción volcánica.
Se forma principalmente por el depósito de cenizas y lapilli durante las erupciones piroclásticas. Su velocidad de enfriamiento es más rápida que en el caso de rocas intrusivas como el granito y con una menor concentración en cristales. No hay que confundirla con la toba calcárea ni tampoco con la pumita.

## Uso constructivo

### Tosca de Canarias
Ciertas tobas son conocidas en las islas Canarias (España) con el nombre de “toscas”. Su consistencia es media, lo que la hace ideal para cantería y, en su seno, para construir viviendas trogloditas (como el núcleo de Guayadeque en la Gran Canaria). Su color va desde el rojo al blanco/amarillo, estás últimas son las que provienen de las erupciones tipo "nube ardiente" y reciben el nombre de "toscas blancas", son típicas del sureste de Tenerife.

### Sillar de Arequipa

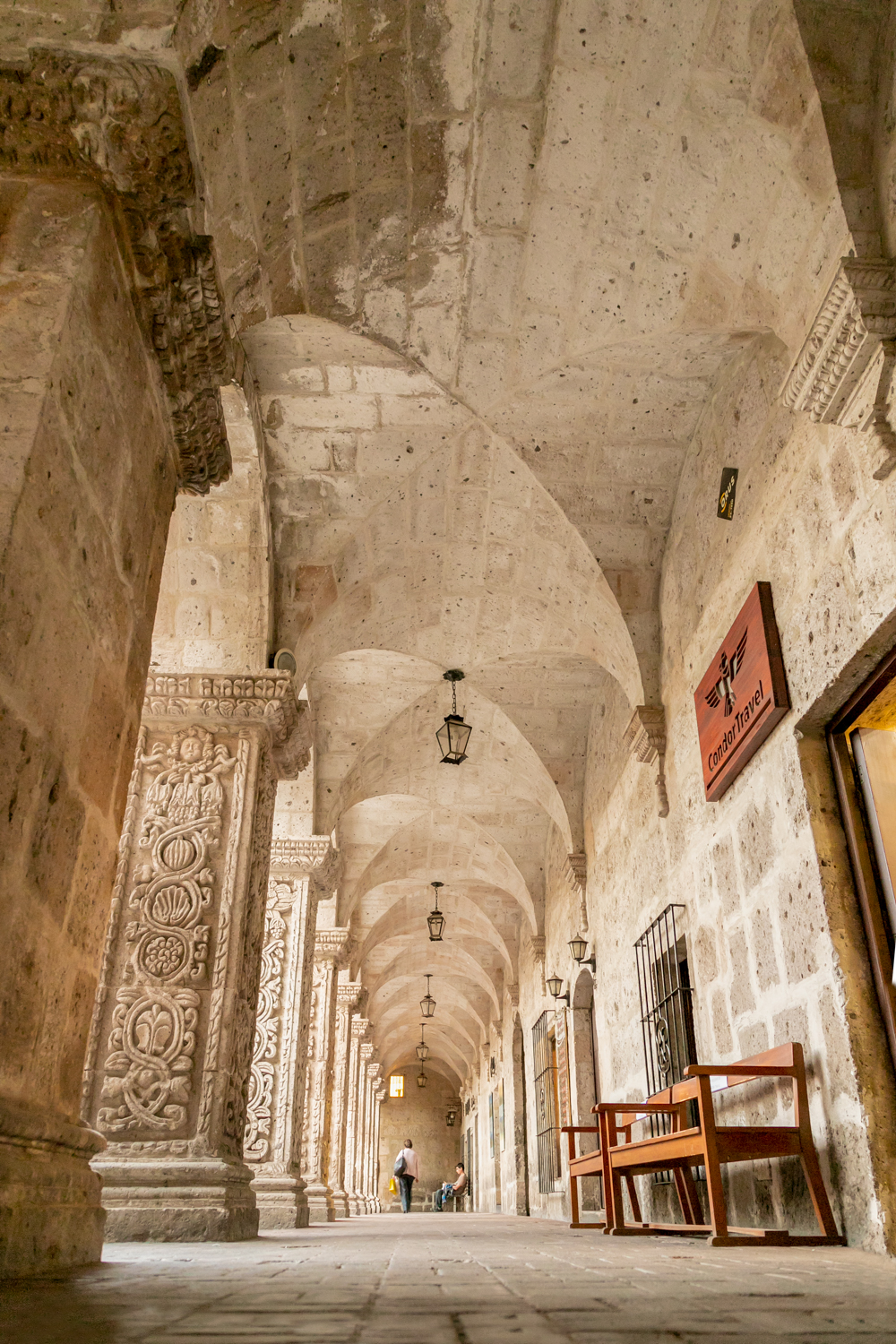
Claustros de la Compañía de Jesús Arequipa, Perú, hecho totalmente en sillar.

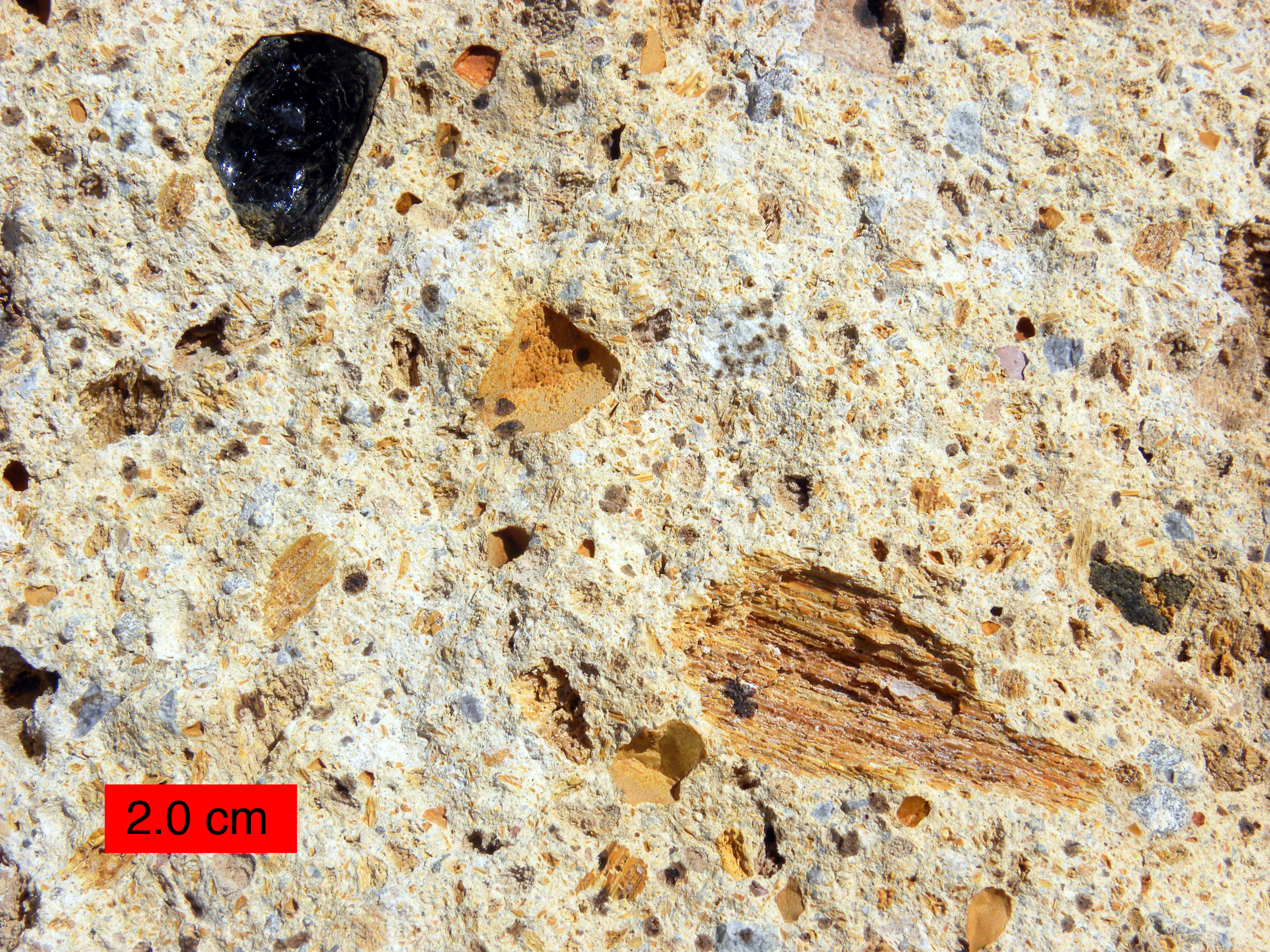
18.5 Ma.

En el sur del Perú existe un gran número de depósitos de flujos piroclásticos que cubren grandes extensiones del flanco occidental andino. Algunos de estos flujos, bajo el nombre de sillar o piedra sillar, que es una denominación exclusivamente local para la ignimbrita, vienen siendo empleados extensamente como material de construcción en la ciudad de Arequipa y sus aledaños en una tradición constructiva que se remonta a inicios de la colonia española. Por efecto de la presión y la temperatura, los flujos piroclásticos se devitrifican y se sueldan, convirtiéndose así en sillar, una roca piroclástica de color predominantemente blanco a grisáceo de granulosidad homogénea. Este tono le confiere a los principales edificios del casco histórico de la ciudad de Arequipa una estética y un color característicos, lo que motiva que la urbe sea conocida con el sobrenombre popular de Ciudad Blanca. El principal afloramiento y cantera de piedra sillar se encuentra en la quebrada de Añashuayco, al pie del volcán Chachani.
Determinadas tobas de color, no ya blanco, sino asalmonado dan lugar al sillar rosado, de uso muy escaso visible en algunos edificios como el palacio arzobispal de Arequipa. Existen variedades en diversas tonalidades que van del blanco azulado o el blanco rosa hasta aquel tenuemente amarillento pasando por el gris y el negro con inclusiones blancas. No obstante el sillar blanco es el que se utiliza.

### Sillar de Tacna
En el sur del Perú existe un gran número de depósitos de flujos piroclásticos que cubren grandes tubos por efecto de la presión y la temperatura, los flujos piroclásticos se devitrifican y se sueldan se extendieron durante la acción volcánica, formando una especie de raíces que se extienden a lo largo del cerro Intiorko, con un color rosáceo especial debido a su aproximación a la costa y al calor del verano, es un tipo de sillar muy especial y poco usual, pero que sirvió para la construcción de los principales monumentos de la ciudad, como la casa Basadre, el Arco Parabólico, la Prefectura de Tacna, la Catedral, y la Casa Zela por nombrar algunos de los tantas casonas a lo largo de la calle Zela, Bolognesi, 2 de mayo. Bolognesi y Bolívar.

### Piedra blanca de Aculco

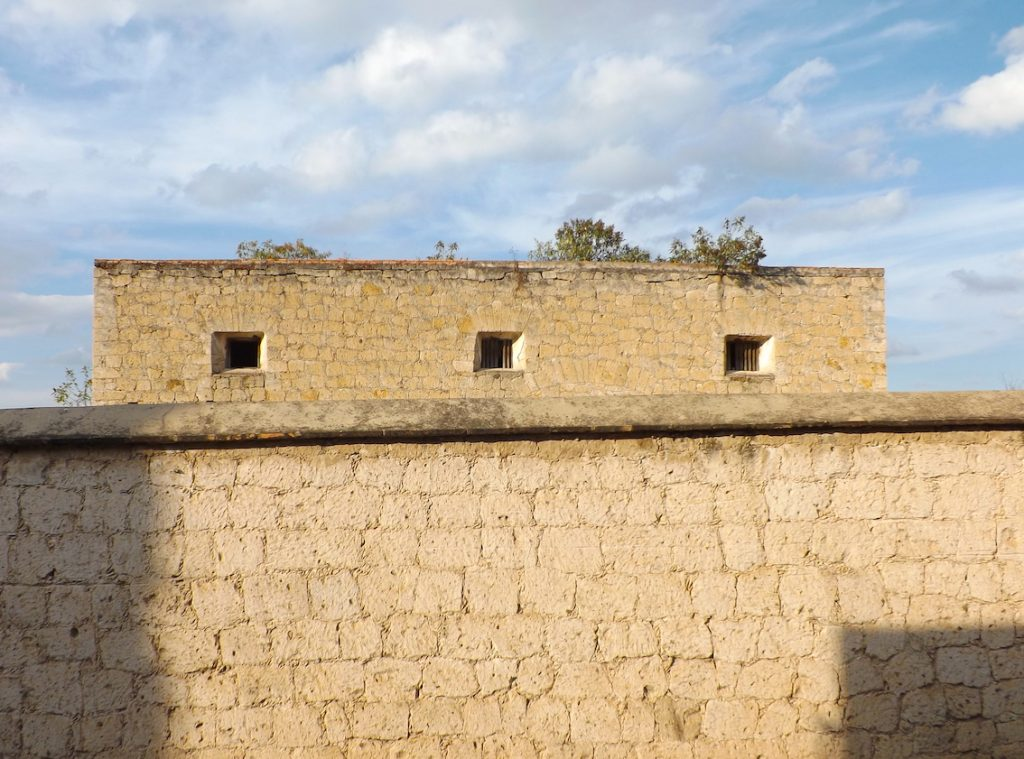
Muro y troje construidos con piedra blanca de Aculco.

El pueblo de Aculco de Espinoza, en el Estado de México, sitio del Patrimonio Mundial de la UNESCO como parte del Camino Real de Tierra Adentro, se levanta sobre una loma formada por toba blanca, material con el que están edificados sus edificios históricos. Este material se sigue utilizando en la construcción, ya en forma de piedra irregular para muros de mampostería o extraída con maquinaria para formar sillares. Es suave, ligero y fácil de labrar, aunque no apto para tallas finas. Los lapilli en su cuerpo son también de color claro y están formados principalmente por piedra pómez. Recién extraído tiene un color semejante al sillar de Arequipa, pero con el tiempo y la exposición a la intemperie va adquiriendo un color amarillento parecido al del tufo napolitano. 

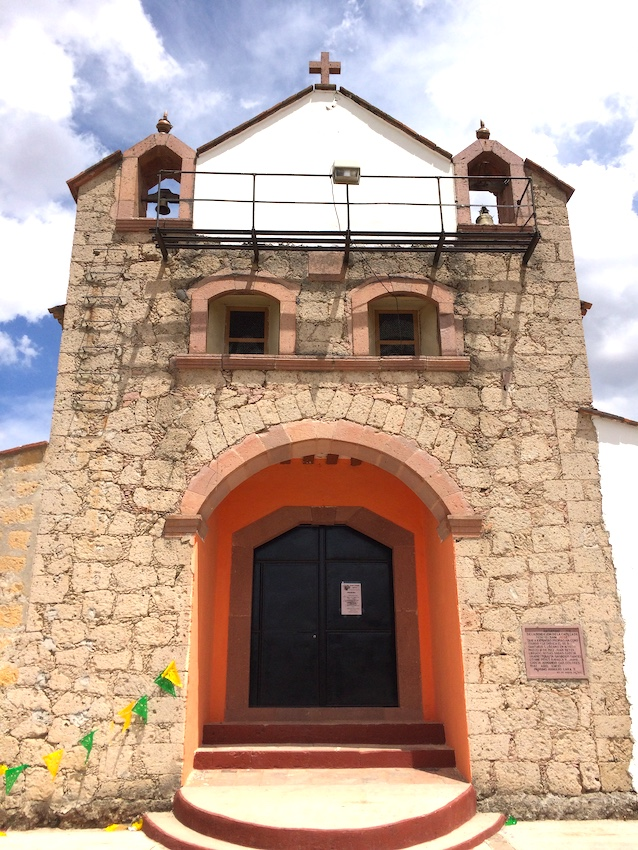
Capilla de San José, edificada en piedra blanca de Aculco.

## En Italia

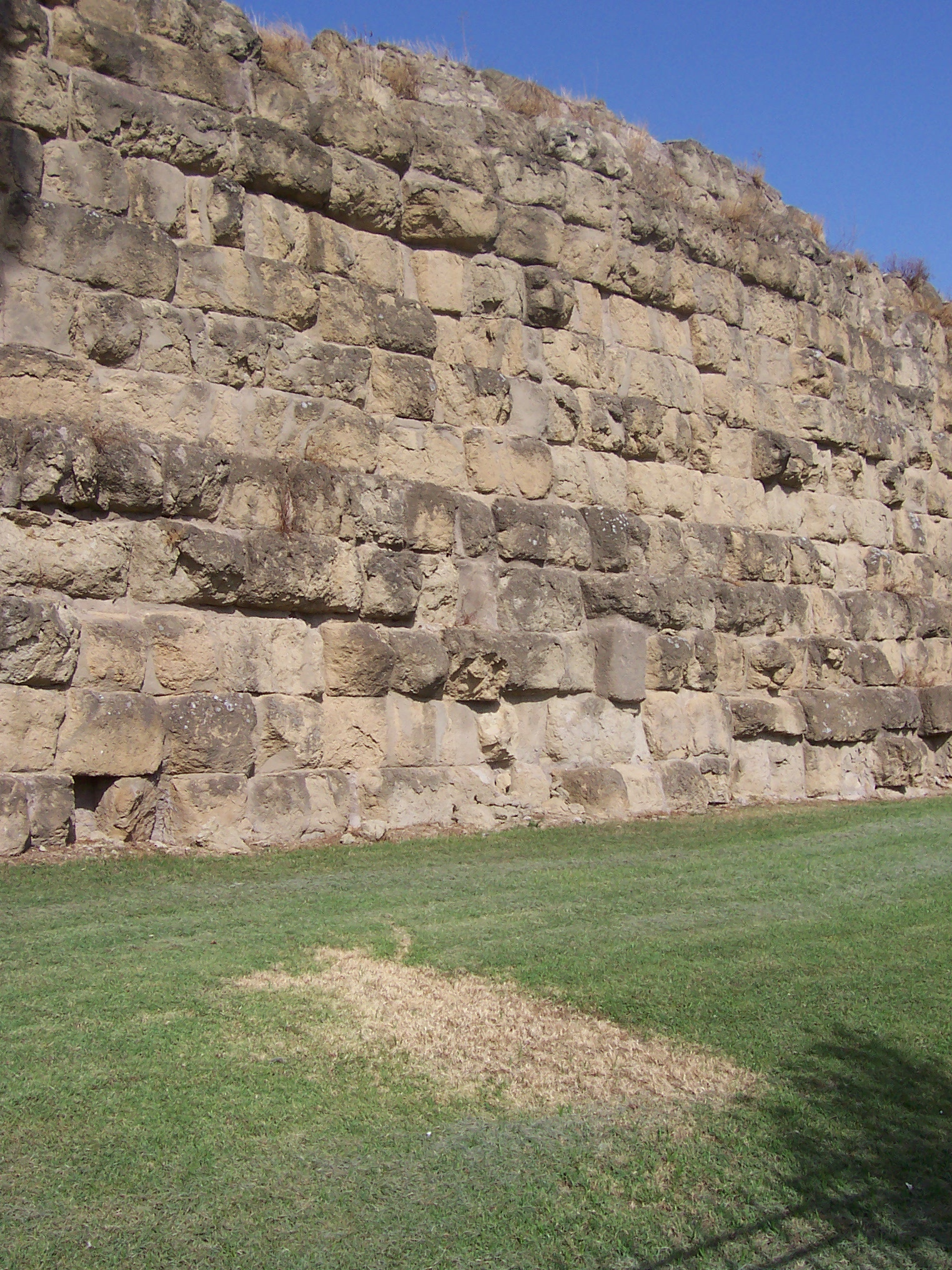
Muralla serviana construida con toba volcánica de Grotta oscura.

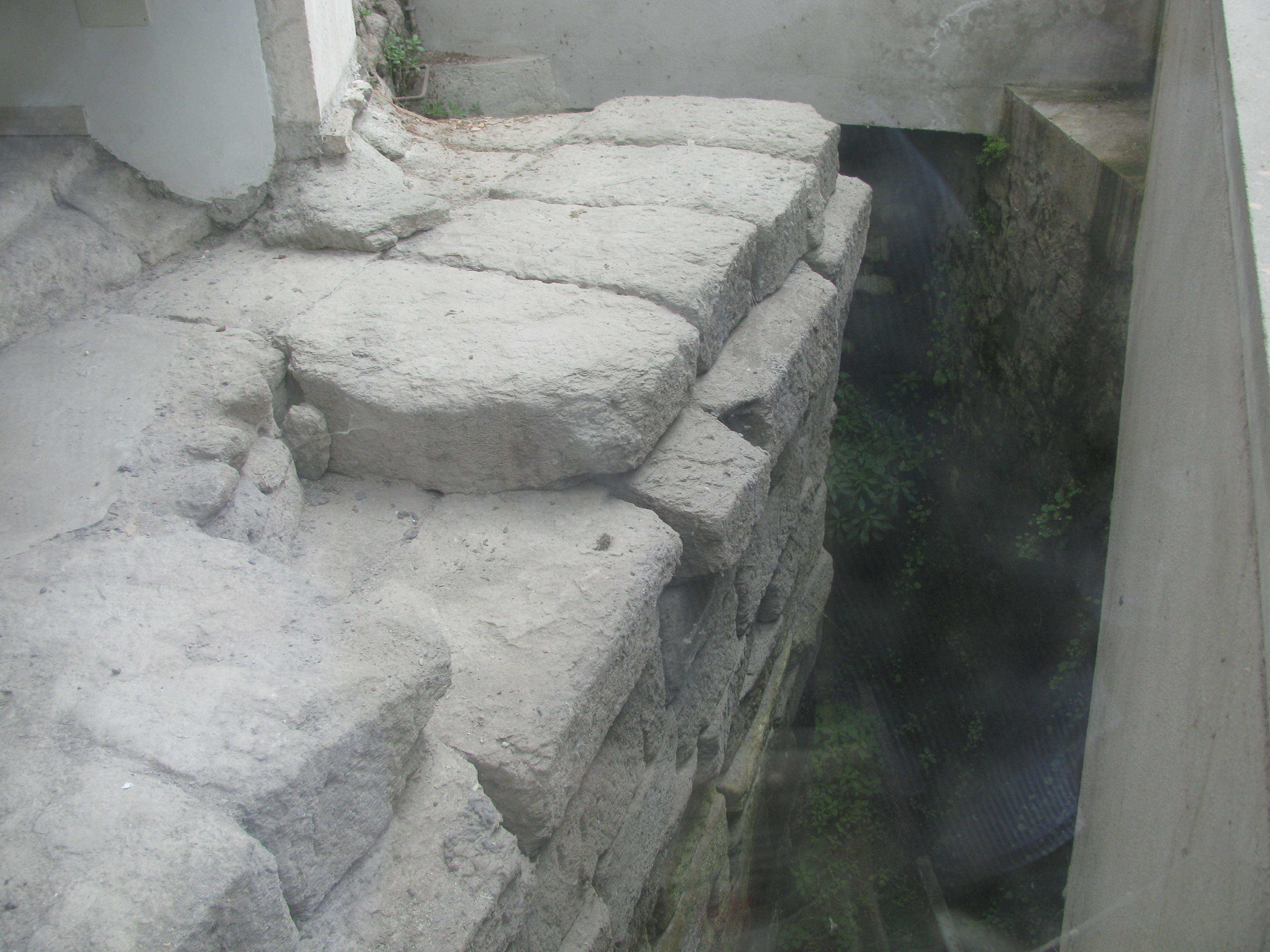
Cimientos del templo de Júpiter capitolino en cappellaccio.

Debido a su abundancia y a la facilidad con que se puede extraer y cortar, la toba ha sido uno de los materiales más utilizados en la construcción de edificios públicos y privados en muchas regiones de Italia, al menos desde los etruscos y los romanos.
En Roma se han identificado siete calidades de toba volcánica:
- Aniene
- Campidoglio
- Cappellaccio, toba friable, superficial y grisácea de la zona de Roma
- Fidene, con inclusiones de escoria negra
- Grotta oscura, toba porosa amarillenta
- Monteverde, marrón claro, con inclusiones de escorias coloreadas
- Pepérin, gris ceniza

a la que hay que añadir el travertino (toba calcárea).
En Pompeya y en los alrededores de Nápoles, existen tres tipos de toba volcánica:
- Nocra
- Pappamonte
- Giallo.

La toba volcánica, antiguamente denominada "toba litoide", se encuentra en la colina Capitolina y en varias otras colinas del interior de Roma. En las afueras de la ciudad se extrae en Monteverde, Pont Nomentano, Torre Pignatara fuera de la Porta Maggiore, Ardée y a lo largo de la Via Ardeatina.
Vitruvio aconsejaba extraer estas tobas en verano y dejarlas expuestas durante dos años, reduciendo así la humedad interna de las piedras y eliminando las que no eran resistentes.
Su color es marrón rojizo o amarillento con motas anaranjadas. La textura de esta piedra, bastante resistente, es similar a la de la piedra pómez. Se ha utilizado mucho en la construcción en toda Roma, en bloques de diversos tamaños. En la época de los reyes, se utilizó para construir la arcada de la Cloaca Máxima y las murallas de Servius. A veces se cortaba en pequeños cubos oblongos de escasa escuadría. Con materiales de este tipo se construyeron los paseos del teatro de Marcelo y los muros de las basílicas construidas en tiempos de Constantino
En la Edad Media, esta piedra, cortada del mismo modo, se encontró en construcciones llamadas sarracenas, como la torre que forma la esquina del palacio senatorial del Capitolio, las murallas de la ciudad leonesa, las del "castrum Caetani" cerca de la tumba de Cæcilia Metella y, por último, algunas de las reparaciones realizadas en la muralla de Aureliano. Incluso se utilizó durante el Renacimiento, cuando se construyeron con esta piedra la fachada del palacio de Venecia y la Rocca Pia de Tívoli, cerca de Roma..

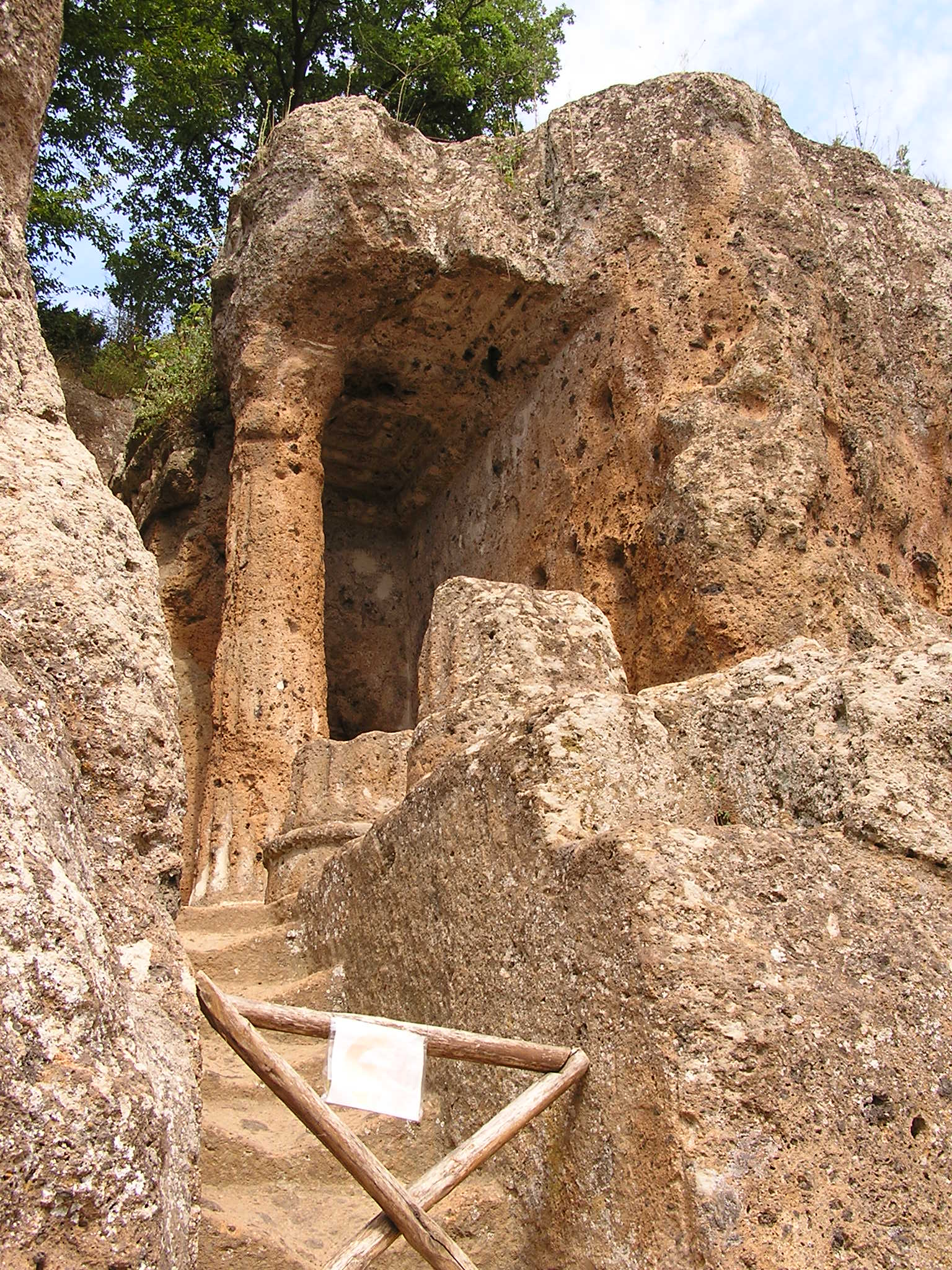
Necrópolis etrusca de Sovana, excavada en una colina de toba (Area del Tufo).
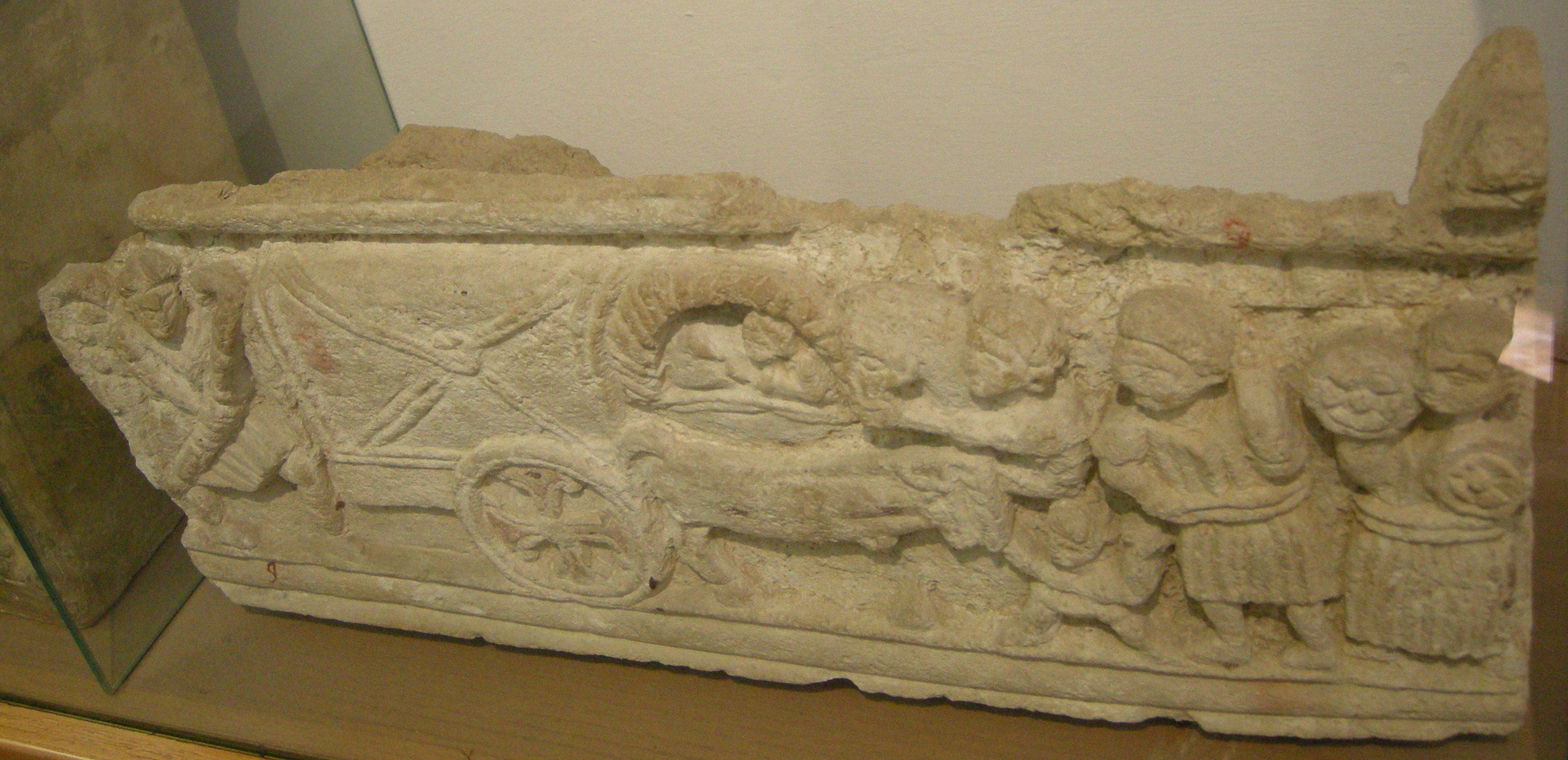
Urna cineraria etrusca con bajorrelieve historiado en el Museo Guarnacci de Volterra (Toscana).

En el interior de Roma se ha extraído toba volcánica, incluso en tiempos modernos. La cantera del monte Aventino, cerca de Santa Prisca, proporcionó algunas de las piedras utilizadas para construir el palacio Braschi.
Los antiguos llamaban a esta toba saxum quadratum, lapis quadratus, y a veces tophus ruber, saxum rubrum y saxum rubrum quadratum: estos diversos nombres se referían únicamente a la toba volcánica, que solían utilizar en piezas cuadradas. Por tanto, sería un error suponer que Vitruvio y Livio se referían con estas expresiones a cualquier tipo de piedra cuadrada que no fuera la que se asemeja a la toba volcánica del Capitolio y Monteverde.
En 1850, la toba que más se utilizaba procedía de canteras situadas fuera de las puertas de San Paolo, San Lorenzo y San Sebastiano.

## Formación

### Material de base: cenizas volcánicas
El material que se expulsa en una erupción volcánica puede clasificarse en tres tipos:
- Gases volcánicos, mezcla formada principalmente por vapor, dióxido de carbono y un compuesto de azufre (dióxido de azufre, SO2, o sulfuro de hidrógeno, H2S, dependiendo de la temperatura).
- Lava, nombre del magma cuando emerge y fluye sobre la superficie
- Tefra, partículas de material sólido de todas las formas y tamaños expulsadas y lanzadas por el aire

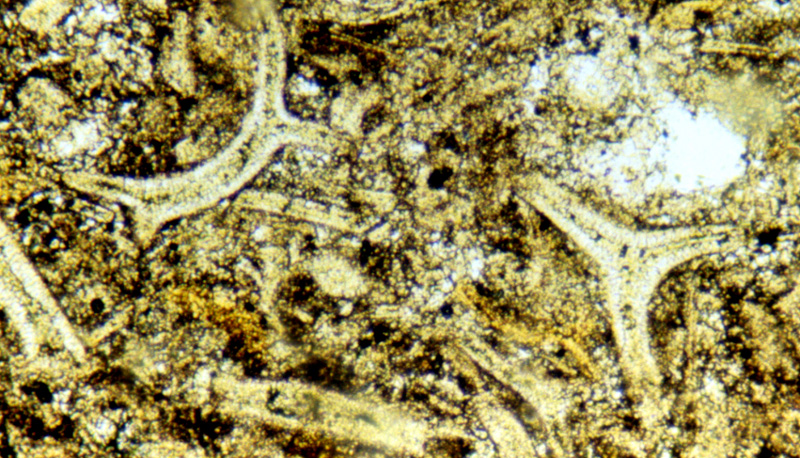
Imagen al microscopio óptico de una toba vista en sección delgada (la dimensión larga es de varios mm): Las formas curvas de los fragmentos de vidrio alterado (fragmentos de ceniza) están bien conservadas, aunque el vidrio está parcialmente alterado. Las formas se formaron alrededor de burbujas de gas en expansión, ricas en agua.

La tefra se forma cuando el magma del interior del volcán estalla por la rápida expansión de los gases volcánicos calientes. El magma suele explotar cuando el gas disuelto en él se disuelve al disminuir la presión cuando fluye hacia la superficie. Estas violentas explosiones producen partículas de material que pueden salir volando del volcán. Las partículas sólidas de menos de 2 mm de diámetro (del tamaño de la arena o más pequeñas) se denominan cenizas volcánicas.
La ceniza volcánica se divide a su vez en ceniza fina, con partículas de tamaño inferior a 0,0625 mm de diámetro, y ceniza gruesa, con partículas de tamaño comprendido entre 0,0625 mm y 2 mm de diámetro. La toba se divide a su vez en toba gruesa (toba de ceniza gruesa) y toba fina (toba de ceniza fina o toba de polvo). La tefra consolidada compuesta principalmente por partículas más gruesas se denomina lapillistone (partículas de 2 mm a 64 mm de diámetro) o aglomerado o brecha piroclástica (partículas de más de 64 mm de diámetro) en lugar de toba.
La composición de las cenizas volcánicas puede variar enormemente, por lo que las tobas se clasifican a su vez por la composición de las cenizas a partir de las que se formaron. Las cenizas procedentes de volcanismo con alto contenido en sílice, especialmente en flujos de ceniza, están formadas principalmente por fragmentos de vidrio volcánico, y la toba formada predominantemente por fragmentos de vidrio se describe como toba vítrea. Los fragmentos de vidrio suelen tener una forma irregular o son aproximadamente triangulares con lados convexos. Son las paredes rotas de innumerables burbujas pequeñas que se formaron en el magma cuando los gases disueltos se disolvieron rápidamente.
Las tobas formadas a partir de cenizas que consisten predominantemente en cristales individuales se describen como tobas cristalinas, mientras que las formadas a partir de cenizas que consisten predominantemente en fragmentos de roca pulverizada se describen como tobas líticas.
La composición química de las cenizas volcánicas refleja toda la gama de la química de las rocas volcánicas, desde las cenizas riolíticas con alto contenido en sílice hasta las cenizas basálticas con bajo contenido en sílice, y las tobas se describen igualmente como riolíticas, andesíticas, basálticas, etc..

### Transporte y litificación
La forma más directa en que las cenizas volcánicas se alejan de la chimenea es en forma de nubes de ceniza que forman parte de una columna eruptiva. Éstas caen a la superficie en forma de depósitos de precipitación que suelen estar bien clasificados y tienden a formar un manto de espesor uniforme sobre el terreno. El colapso de la columna da lugar a una forma de transporte más espectacular y destructiva, que adopta la forma de flujos piroclásticos y oleadas que, por lo general, están mal clasificados y se acumulan en terrenos bajos. En ocasiones, los depósitos de oleadas presentan estructuras sedimentarias típicas de los flujos de alta velocidad, como dunas y antidunas. Las cenizas volcánicas ya depositadas en la superficie pueden transportarse como flujos de lodo (lahares) cuando se mezclan con el agua procedente de las precipitaciones o de la erupción en una masa de agua o hielo.
Las partículas de ceniza volcánica que estén suficientemente calientes se soldarán entre sí tras asentarse en la superficie, produciendo una toba soldada. La soldadura requiere temperaturas superiores a 600 °C (1.100 °F). Si la roca contiene fragmentos dispersos del tamaño de un guisante o fiamme, se denomina lapilli-tufa soldada. Las tobas soldadas (y las lapilli soldadas) pueden ser de origen del lanzamiento, o depositadas a partir de flujos de ceniza, como en el caso de las ignimbritas. Durante la soldadura, los fragmentos de vidrio y de pómez se adhieren entre sí (en los contactos puntuales), se deforman y se compactan, dando lugar a un tejido eutaxítico Las tobas soldadas son comúnmente de composición riolítica, pero se conocen ejemplos de todas las composiciones
Una secuencia de flujos de ceniza puede consistir en múltiples unidades de enfriamiento. Éstas pueden distinguirse por el grado de soldadura. La base de una unidad de enfriamiento no suele estar soldada debido al enfriamiento de la superficie fría subyacente, y el grado de soldadura y de reacciones secundarias de los fluidos en el flujo aumenta hacia el centro del flujo. La soldadura disminuye hacia la parte superior de la unidad de refrigeración, donde la unidad se enfría más rápidamente. La intensidad de la soldadura también puede disminuir hacia las zonas en las que el depósito es más fino, y con la distancia desde la fuente[20].
Los flujos piroclásticos más fríos no se sueldan y las láminas de ceniza depositadas por ellos son relativamente no consolidadas. Sin embargo, la ceniza volcánica enfriada puede litificarse rápidamente porque suele tener un alto contenido de vidrio volcánico. Se trata de un material termodinámicamente inestable que reacciona rápidamente con el agua subterránea o marina, que lixivia los metales alcalinos y el calcio del vidrio. A partir de las sustancias disueltas cristalizan nuevos minerales, como zeolitas, arcillas y calcita, que cementan la toba.
Las tobas se clasifican a su vez por su entorno de depósito, como toba lacustre, toba subaérea o toba submarina, o por el mecanismo de transporte de las cenizas, como toba de precipitación o toba de flujo de cenizas. Las tobas retrabajadas, formadas por erosión y redeposición de depósitos de ceniza, se describen normalmente por el agente de transporte, como toba eólica o toba fluvial.